# Robinson Helicopter
Robinson Helicopter Company — американская компания, базирующаяся в г. Торранс, штат Калифорния, крупнейший мировой производитель гражданских вертолётов.
Основана в 1973 году Фрэнком Робинсоном, бывшим сотрудником Bell Helicopter и Hughes Helicopter Company.
Первый вертолёт поставлен в 1979 году.
По состоянию на январь 2017 года было выпущено 12000 вертолётов.
На сегодняшний день серийно производятся три модели:
- двухместный R22,
- четырёхместный R44,
- пятиместный R66 с двигателем Rolls-Royce RR300 — производится с 2010 года.

Отличительная особенность производимых вертолётов — двухлопастная схема несущего винта, расположенного на высокой стойке над кабиной.
Помимо вертолётов, компания производит стандартизованные вертолётные площадки "Robinson Helipad" для установки на крышах зданий.

## Галерея
- Robinson R22
- Robinson R44
- Robinson R66